# Стеричний ефект

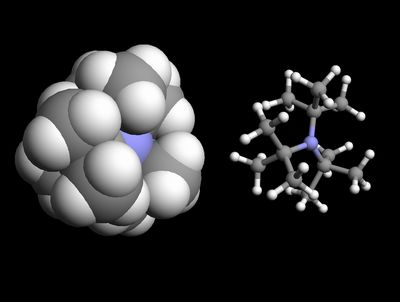
три(t-бутило)амін — приклад частинки, яка неактивна з огляду на стеричний ефект.

Стеричний ефект — вплив просторового об'єму і структури молекули на перебіг хімічної реакції. Так, присутність у молекулі великих груп поблизу реагуючих атомів може перешкоджати зближенню цих атомів і уповільнити реакцію чи унеможливити.
Зокрема, вплив на фізичні та хімічні властивості (структуру, константи рівноваги й швидкості) сполук введення замісників з різними стеричними характеристиками. 

## Загальний опис
Стеричний ефект полягає у збільшенні (або зменшенні) константи швидкості (чи константи рівноваги) в порівнянні з модельною сполукою, що виникає в результаті впливу розміру замісника на різницю енергій вихідного й перехідного чи вихідного та кінцевого станів.
Інколи розрізняють стеричні ефекти в залежності від того, чим вони викликані: вандерваальсівським відштовхуванням (екрануючою дією замісника), напруженістю валентних кутів, пов'язаною з відхиленнями валентних кутів від звичайних значень, скороченням чи видовжуванням зв'язків.
У кореляційному аналізі запропоновано кілька шкал стеричних параметрів: А-значення, ES Тафта, v Чартона.

## Первинний стеричний ефект
Первинний стеричний ефект — прямий результат впливу геометричних розмірів замісника (R)
біля реакційного центра Х на реактивність сполуки. Визначається різницею реактивності сполуки з цим замісником RX
та еталонної сполуки R'X.

## Інтернет-ресурси
- [Steric Effects (chem.swin.edu.au) у Wayback Machine (арх. 25 липня 2008)]
- [Steric: A Program to Calculate the Steric Size of Molecules (gh.wits.ac.za) у Wayback Machine (арх. 22 грудня 2017)]